# Gracias a Dios megye
Gracias a Dios (nevének jelentése: „Hála Istennek”) Honduras egyik nagy területű, alacsony népsűrűségű megyéje. Az ország keleti részén terül el. Székhelye Puerto Lempira.

## Földrajz
Az ország keleti részén elterülő megye északon az Atlanti-óceánnal, délen Nicaraguával, nyugaton pedig Olancho és Colón megyékkel határos. Területén található az ország szárazföldi részének legkeletebbi pontja, a Gracias a Dios-fok, amiről a megye is a nevét kapta.

## Népesség
Ahogy egész Hondurasban, a népesség növekedése Gracias a Dios megyében is gyors. A változásokat szemlélteti az alábbi táblázat:
| Év             | Lakosság |
| -------------- | -------- |
| 1988           | 36 313   |
| 2001           | 67 384   |
| 2010 (becsült) | 88 314   |

## Története
A megyét 1957. február 21-én hozta létre az országot irányító, Héctor Caraccioli, Roque Jacinto Rodríguez és Roberto Gálvez Barnes vezette katonai junta. Első kormányzója Gautama Fonseca Zúñiga volt.